# Osman Aslan
Osman Aslan (* 15. April 1954 in Kötekan; † 19. Juli 2021) war ein türkischer Politiker. Er gehörte zunächst der FP an und war nach dem Verbot der Partei Gründungsmitglied der AKP.
Aslan hatte einen Abschluss der Fakultät für Betriebswirtschaft der Anadolu-Universität und der Fakultät für Wirtschafts- und Verwaltungswissenschaften der Ägäis-Universität.
Er war Bürgermeister der Stadt Ergani. Von 1999 bis 2011 war er Abgeordneter zur Großen Nationalversammlung.